# Pimpla glandaria
Pimpla glandaria är en stekelart som beskrevs av Costa 1886. Pimpla glandaria ingår i släktet Pimpla och familjen brokparasitsteklar. Inga underarter finns listade i Catalogue of Life.